# Żałobnik żółtawy
Żałobnik żółtawy (Heliothraupis oneilli) – gatunek średniej wielkości ptaka z rodziny tanagrowatych (Thraupidae), podrodziny żałobników (Tachyphoninae). Wędrowny, co jest bardzo rzadkie wśród tanagrowatych. Występuje w południowo-wschodnim Peru oraz zachodniej Boliwii. Odkryty został w 2000, tereny lęgowe zlokalizowano w 2011, natomiast formalnie opisany jako nowy gatunek pod koniec 2021. IUCN klasyfikuje go jako gatunek najmniejszej troski.

## Taksonomia i historia odkrycia
Po raz pierwszy formalnie żałobnika żółtawego opisali Lane i inni (2021). Siedmioosobowy zespół opisał zarówno nowy gatunek, jak i przeznaczony dla niego monotypowy rodzaj około 21 lat po pierwszej obserwacji osobnika nieznanego wówczas gatunku. Nazwa rodzajowa Heliothraupis pochodzi od greckich słów helios – „słońce” i thraupis – „zięba” lub „mały ptak” (współcześnie głównie w odniesieniu do tanagr), natomiast epitet gatunkowy oneilli upamiętnia ornitologa Johna O’Neilla. Żałobnik żółtawy na tle rodziny wyróżnia się zarówno fenotypem, jak i głosem. Zasadność utworzenia osobnego rodzaju potwierdziły badania filogenetyczne.
Po raz pierwszy żałobnika żółtawego zaobserwowali amerykańscy ornitolodzy Daniel F. Lane i Gary H. Rosenberg 10 października 2000. Oprowadzali wówczas wycieczkę skupioną na obserwacji ptaków na drodze w dystrykcie Kosñipata, w prowincji Paucartambo w peruwiańskim regionie Cuzco. Usłyszeli śpiew nieznanego ptaka, który Rosenberg nagrał i odtworzył. Wówczas Lane zwrócił ich uwagę na zwabionego nagraniem ptaka, który na pozór przypominał kolorystyką niektóre wilgowate, na przykład wilgę maskową (Oriolus chinensis). Ponieważ nie mogła to być żadna z nich, obydwaj zaczęli podejrzewać, że to tanagra należąca do nieopisanego jeszcze gatunku. Przez kolejne dwa lata bezskutecznie próbowali namierzyć w tej samej okolicy podobnego osobnika. W międzyczasie pokazywali sporządzony na miejscu w październiku 2000 szkic różnym specjalistom od południowoamerykańskich ptaków, a ci zgodnie przyznawali, że ten nie pasuje do znanych gatunków. Lane i Rosenberg drugi raz obserwowali żałobnika żółtawego 7 października 2003, znów podczas oprowadzania wycieczki wzdłuż drogi w Kosñipata. W październiku 2000 nieznany ptak szybko zniknął z pola widzenia; tym razem był dobrze widoczny dla wszystkich uczestników wycieczki. Nowy gatunek wzbudził bardzo duże zainteresowanie w środowisku i zaczął otrzymywać nieoficjalne nazwy. Manu tanager/Manu Road tanager i San Pedro tanager odnosiły się do Manu Road, drogi cenionej przez obserwatorów ptaków (częściowo przylegającej do Parku Narodowego Manú), oraz regionu San Pedro wokół pewnego odcinka tej drogi (okolice 13°03′S 71°32′E/-13,050000 71,533333). Bardziej rozpowszechniona była nazwa Kill Bill tanager – druga obserwacja zbiegła się czasowo z premierą Kill Bill (ta miała miejsce kilka dni później), a ubiór głównej bohaterki skojarzono kolorystycznie z żółtym upierzeniem i czarną brwią nieopisanego wówczas ptaka. Rzekomo rok później jeden z nowo poznanych głosów żałobnika żółtego miano skojarzyć z tytułem filmu, jednak autorzy formalnego opisu gatunku potwierdzają wyłącznie źródło inspiracji oparte na kolorystyce upierzenia. Pomysł na obecnie obowiązującą anglojęzyczną nazwę zwyczajową Inti Tanager pojawił się w 2012. Inti oznacza „słońce” zarówno w języku pukina używanym przed powstaniem Państwa Inków, jak i w języku keczua używanym również współcześnie.
2 września 2013 w internecie pojawiło się pierwsze (z publicznie dostępnych) zdjęcie żałobnika żółtawego, którego autorem jest Julian Heavyside.
9 czerwca 2004 pozyskano pierwszy okaz muzealny (w momencie opisania gatunku w zbiorach Muzeum Historii Naturalnej w Limie), który, w chwili nieuwagi w miejscu jego odłowienia, zdążył uszkodzić niewielki, padlinożerny ssak. 10 grudnia 2011 odkryto w Boliwii populację lęgową. Z niej też pochodzi holotyp pozyskany 27 stycznia 2019. Oprócz holotypu istnieje 16 paratypów, jednak wśród nich jest tylko jedna samica.

### Filogeneza
Żałobnik żółtawy jest gatunkiem siostrzanym wobec żałobnika płowego (Trichothraupis melanops), również reprezentującego monotypowy rodzaj, a razem stanowią grupę siostrzaną wobec kolejnego monotypowego rodzaju, który tworzy szczotkogłówka (Eucometis penicillata).
|  | \| \| Heliothraupis \| \| \| \| \| \| Trichothraupis \| \| \| \| |
|  |                                                                  |
|  | Eucometis                                                        |
|  |                                                                  |
|  | Heliothraupis                                                    |
|  |                                                                  |
|  | Trichothraupis                                                   |
|  |                                                                  |

|  | Heliothraupis  |
|  |                |
|  | Trichothraupis |
|  |                |

|  | \| \| Heliothraupis \| \| \| \| \| \| Trichothraupis \| \| \| \| |
|  |                                                                  |
|  | Eucometis                                                        |
|  |                                                                  |
|  | Heliothraupis                                                    |
|  |                                                                  |
|  | Trichothraupis                                                   |
|  |                                                                  |

|  | Heliothraupis  |
|  |                |
|  | Trichothraupis |
|  |                |

## Morfologia
Żałobniki żółtawe są jednymi z większych przedstawicieli tanagrowatych. Wymiary szczegółowe i masę ciała przedstawiono w poniższej tabeli.
| Płeć   | n  | Dł. skrzydła | Dł. ogona | Dł. dzioba | Dł. skoku | Masa ciała |
| ------ | -- | ------------ | --------- | ---------- | --------- | ---------- |
| samce  | 17 | 82,9         | 74,7      | 11,2       | 19,4      | 23,3       |
| samice | 1  | 77,5         | 71,5      | 11,0       | 18,4      | 29,1       |

W upierzeniu występuje dymorfizm płciowy, głównie w obrębie głowy i piersi. Na ciemieniu samców obecny jest krótki krzaczasty czub o jaskrawożółtej barwie, który rozpoczyna się już na czole u nasady szczęki, co jest nietypowe wśród tanagr. Żałobniki żółtawe wyróżniają się też żółtymi pokrywami podskrzydłowymi oraz chorągiewkami wewnętrznymi bardziej wewnętrznych lotek. U obydwu płci upierzenie jest głównie żółte, a dziób – łososiowy. Ogon jest dość długi, zaokrąglony i nieco stopniowany, podobny do ogona szarogrzbietów Schistochlamys.

## Zasięg, ekologia i zachowanie

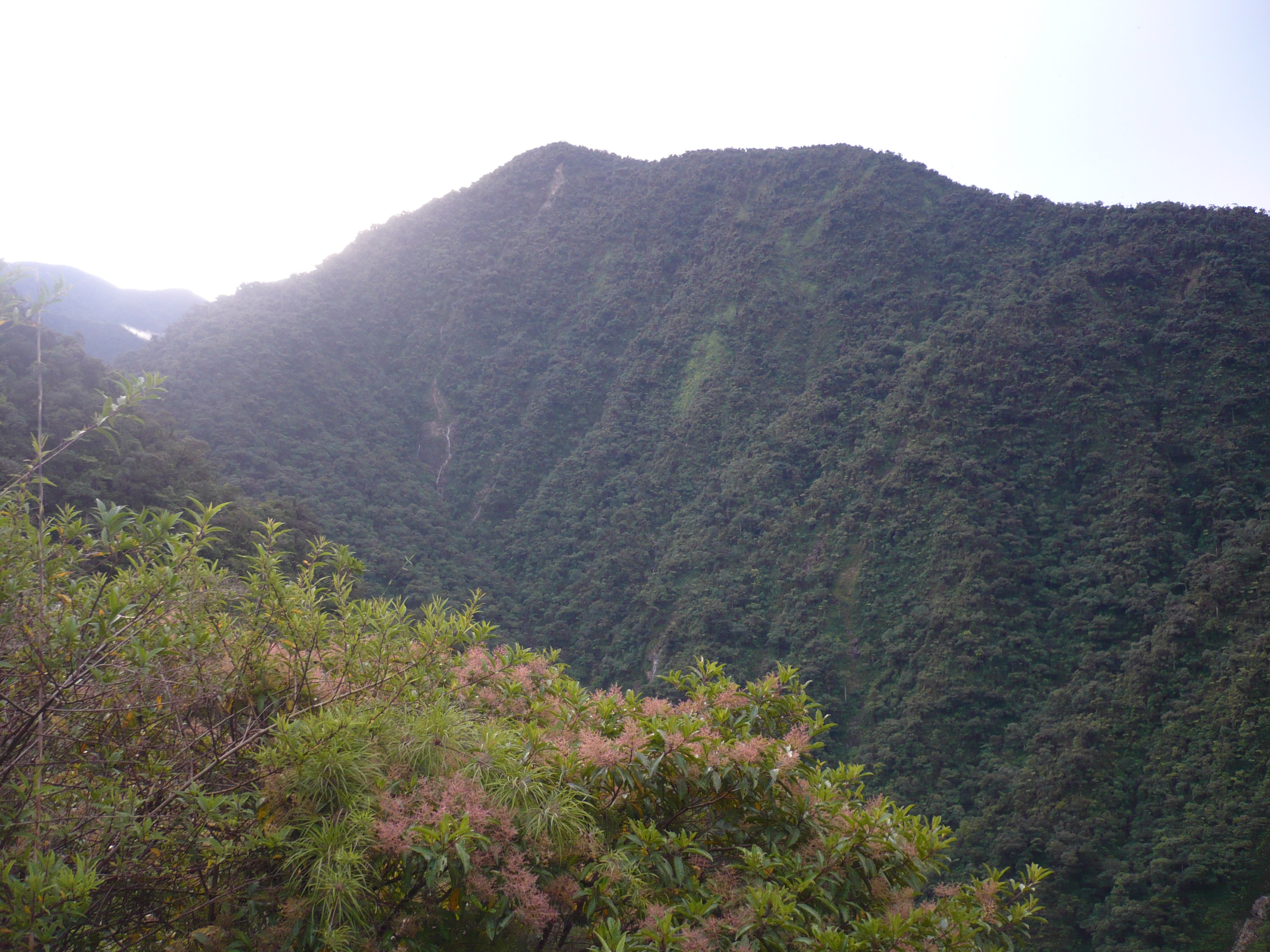
Dolina w dystrykcie Kosñipata (w prowincji Paucartambo w peruwiańskim regionie Cuzco), w którym odkryto żałobnika żółtawego

W momencie opisania gatunku znano dwa miejsca jego występowania. Populację lęgową odkryto w Machariapo Valley w okolicy Apolo w departamencie La Paz w Boliwii. Osobniki obserwowane w Kosñipata przebywały tam podczas pory suchej, stąd okoliczne tereny muszą służyć żałobnikom żółtawym jako zimowiska. Prawdopodobnie zimują w całej południowej części regionu Yungas na mniejszych wysokościach, tam gdzie występują wilgotne górskie lasy. Według przewidywań autorów pierwszego opisu żałobniki żółte gniazdują w dużym zagęszczeniu na stosunkowo niewielkim obszarze (około 2,5 tysiąca km²), natomiast zimują w znacznie mniejszym zagęszczeniu na większym terenie (około 26 tysięcy km²). Oprócz ziarnojadków Sporophila wiadomo o podobnych wędrówkach tylko dwóch innych tanagrowatych, ziębówek skromnych (Asemospiza obscura) i żałobników białobrzuchych (Conothraupis speculigera).
W miejscu gniazdowania żałobniki żółtawe obserwowano między 750 a 1500 m n.p.m., zarówno w lasach złożonych wyłącznie, jak i częściowo z drzew zrzucających liście. W roślinności dominują drzewa Anadenanthera colubrina i Schinopsis brasiliensis, do tego wysokie kaktusy, prawdopodobnie Cereus stenogonus, oraz niższe i smuklejsze od nich C. yungasensis. W Kosñipata żałobniki żółtawe były widziane między 1000 a 1400 m n.p.m. w strefie, w której wilgotny podgórski las jest zastępowany przez las mglisty. Tam obserwacji dokonywano od 9 czerwca do 10 października, co pokrywa się z większą częścią pory suchej trwającej od kwietnia do października. Poszukiwania na początku listopada nie przynosiły rezultatów. Na miejscach gniazdowania żałobniki żółtawe widywano od 9 października do 13 marca (obserwacja z 13 marca miała miejsce w 1993 i dopiero w 2019 okazało się, jakiego gatunku dotyczyła). Ich okres lęgowy przypada prawdopodobnie na okres od listopada do marca, kiedy trwa pora deszczowa. Po opuszczeniu terenów lęgowych udają się na podnóża Andów. Tam żałobniki żółtawe były widywane w lesie wtórnym z dużym udziałem bambusów Guadua, które rosną również w wyżej położonych częściach Machariapo Valley i być może stanowią ważną część roślinności zarówno na zimowiskach, jak i terenach lęgowych.
Żałobniki żółtawe prawdopodobnie są głównie owadożerne, a okazjonalnie zjadają też owoce, podobnie jak żałobniki płowe i szczotkogłówki. W ich żołądkach znaleziono prostoskrzydłe (Orthoptera), błonkoskrzydłe (Hymenoptera) i inne, niezidentyfikowane stawonogi.

## Status zagrożenia
W Czerwonej księdze gatunków zagrożonych IUCN żałobnik żółtawy od 2022 roku klasyfikowany jest jako gatunek najmniejszej troski (LC, Least Concern). Liczebność populacji nie została oszacowana. BirdLife International uznaje trend liczebności populacji za prawdopodobnie stabilny, gdyż gatunek wykazuje pewną tolerancję dla siedlisk wtórnych i zaburzonych przez człowieka.